# Energía de unión
La energía de enlace (también llamada energía de separación) es la energía mínima requerida para desmontar un sistema de partículas en partes separadas. Esta energía es igual al defecto de masa: la cantidad de energía, o masa, que se libera cuando se crea un sistema vinculado (que normalmente tiene una energía potencial menor que la suma de sus partes constituyentes) y es lo que mantiene unido al sistema. Si la energía suministrada es más que la energía de enlace, entonces los constituyentes desmontados poseen energía cinética no nula.

## Idea general
En general, la energía de enlace representa el trabajo mecánico que debe realizarse contra las fuerzas que mantienen unido un objeto, desensamblando el objeto en sus partes componentes con una distancia suficiente entre ellas, de modo que una mayor separación requiere un trabajo adicional insignificante.
En los sistemas ligados, si la energía de enlace se elimina del sistema, debe restarse de la masa del sistema independiente, porque esta energía tiene masa. Por lo tanto, si la energía es eliminada (o emitida) del sistema en el momento en que está limitada, esta pérdida de energía también dará como resultado la pérdida de la masa de la energía. La masa del sistema no se conserva en este proceso porque el sistema está "abierto" (es decir, no es un sistema aislado de entrada o pérdida de masa o energía) durante el proceso de enlace.
Hay varios tipos de energía de enlace, cada uno operando en una distancia y escala de energía diferentes. Cuanto menor es el tamaño de un sistema encuadernado, mayor es su energía de enlace asociada.

## Tipos de energía vinculante
| Tipo                                                   | Descripción | Ejemplo | Nivel                |
| ------------------------------------------------------ | --- | --- | -------------------- |
| Energía de enlace atómico                              | La "energía de unión atómica" de los átomos surge de la interacción electromagnética (electromagnetismo, mediada por fotones). Es la energía requerida para descomponer un átomo en electrones libres y un núcleo. | | Nivel atómico        |
| Energía de conexión; Energía de disociación de enlaces | Energía de enlace y energía de disociación de enlace son medidas de la energía de enlace entre átomos en un enlace químico. Es la energía necesaria para romper una molécula en sus átomos constituyentes. Esa energía aparece como energía química, como la liberada en explosiones químicas, quema de combustible químico y procesos biológicos. Las energías de los enlaces y las energías de disociación de los enlaces suelen estar en el rango de unos pocos -{eV}- por enlace. | La energía de disociación enlace carbono-carbono es de aproximadamente 3,6 -{eV}. | Nivel molecular      |
| Energía eléctrica vinculante; Energía de ionización    | Energía de enlace electrónico, más comúnmente conocida como energía de ionización, es una medida de la energía necesaria para liberar electrones de sus orbitales atómicos. | Entre los elementos químicos, el rango de energías de ionización de los elementos va desde 3,8939 -{eV}- para un electrón en la capa exterior de un átomo de cesio hasta 11,567617 -{keV } del nivel electrónico más bajo del átomo de cobre. | Nivel atómico        |
| Energía de enlace gravitacional                        | La energía de unión gravitacional de un objeto, como un cuerpo celeste, es la energía necesaria para expandir el material hasta el infinito. | La energía de unión gravitacional de un objeto, como un cuerpo celeste, es la energía necesaria para expandir el material hasta el infinito. Si un cuerpo con la masa y el radio de Tierra estuviera hecho puramente de hidrógeno-1, entonces la energía de enlace gravitacional de ese cuerpo sería de aproximadamente 0,391658 [[electronvoltio\|-{eV} -]] por átomo. Si un cuerpo de hidrógeno-1 tuviera la masa y el radio del Sol, su energía de enlace gravitacional sería de aproximadamente 1.195,586 eV por átomo. | Nivel de astrofísica |
| Energía de enlace nuclear                              | Energía de enlace nuclear es la energía necesaria para romper el núcleo en los neutrones y los protones libres y no unidos que lo componen. Es la energía equivalente al Energía de enlace nuclear, la diferencia entre el número de masa del núcleo y la verdadera masa medida. La energía de enlace nuclear se deriva de la fuerza nuclear o fuerza fuerte residual, que está mediada por tres tipos de mesones.                                                                    | La energía de enlace nuclear promedio por núcleo oscila entre 2,22452 -{MeV}- para hidrógeno-2 y 8,7945 -{MeV}- para níquel-62. | Nivel nuclear        |
| Energía de enlace cromodinámica cuántica               | Energía de unión de la cromodinámica cuántica es la energía que une varios quarks dentro de un hadrón. Esta energía se deriva de la interacción fuerte, que se compara con los gluones. | La energía de unión cromodinámica dentro de un nucleón es aproximadamente el 99% de la masa del nucleón. La energía de enlace cromodinámica del protón es de aproximadamente 928,9 -{MeV}, mientras que la del neutrón es de aproximadamente 927,7 -{MeV}. La alta energía de enlace entre los quarks inferiores (280 -{MeV}-) provoca algunas reacciones (teóricamente esperadas) con liberación bariones lambda 138 -{MeV} - por evento.                                                                                  | Nivel cuántico       |

## Relación masa-energía
Un sistema ligado tiene típicamente un nivel de energía más bajo que sus constituyentes no ligados porque su masa debe ser menor que la masa total de sus constituyentes libres. Para sistemas con bajas energías de unión, esta masa "perdida" después de la unión puede ser una fracción pequeña, mientras que para sistemas con altas energías de unión, la masa que falta puede ser una fracción fácilmente medible. Esta masa faltante puede perderse durante el proceso de unión como energía en forma de calor o luz, con la energía eliminada correspondiente a la masa eliminada a través de la ecuación de Einstein E = mc². En el proceso de unión, los constituyentes del sistema pueden entrar en estados de mayor energía del núcleo / átomo / molécula mientras retienen su masa y debido a esto, es necesario que se eliminen del sistema antes de que su masa pueda disminuir. Una vez que el sistema se enfría a temperaturas normales y regresa al estado fundamental con respecto a los niveles de energía, contendrá menos masa que cuando se combinó por primera vez y tenía alta energía. Esta pérdida de calor representa el "déficit de masa" y el calor mismo retiene la masa que se perdió (desde el punto de vista del sistema inicial). Esta masa aparecerá en cualquier otro sistema que absorba el calor y gane energía térmica.
Por ejemplo, si dos objetos se atraen entre sí en el espacio a través de su campo gravitacional, la fuerza de atracción acelera los objetos, aumentando su velocidad, lo que convierte su energía potencial (gravedad) en energía cinética. Cuando las partículas se atraviesan sin interacción o se repelen elásticamente durante la colisión, la energía cinética ganada (relacionada con la velocidad) comienza a revertirse en energía potencial, separando las partículas colisionadas. Las partículas en desaceleración volverán a la distancia inicial y más allá hasta el infinito, o se detendrán y repetirán la colisión (se produce la oscilación). Esto muestra que el sistema, que no pierde energía, no se combina (enlaza) en un objeto sólido, partes del cual oscilan a distancias cortas. Por lo tanto, para unir las partículas, la energía cinética obtenida debido a la atracción debe ser disipada por la fuerza resistiva. Los objetos complejos en colisión normalmente sufren colisión inelástica, que transforma parte de la energía cinética en energía interna (contenido de calor, que es el movimiento atómico), que se irradia en forma de fotones: la luz y el calor. Una vez que la energía para escapar de la gravedad se disipa en la colisión, las partes oscilarán a una distancia más cercana, posiblemente atómica, pareciendo así un objeto sólido. Esta energía perdida, necesaria para superar la barrera potencial para separar los objetos, es la energía de enlace. Si esta energía de enlace se retuviera en el sistema como calor, su masa no disminuiría, mientras que la energía de enlace perdida del sistema como radiación de calor tendría masa. Representa directamente el "déficit de masa" del sistema encuadernado en frío.
Se aplican consideraciones muy análogas a las reacciones químicas y nucleares. Las reacciones químicas exotérmicas en sistemas cerrados no cambian de masa, pero se vuelven menos masivas una vez que se elimina el calor de reacción, aunque este cambio de masa es demasiado pequeño para medirlo con equipo estándar. En las reacciones nucleares, la fracción de masa que puede eliminarse en forma de luz o calor, es decir, energía de enlace, suele ser una fracción mucho mayor de la masa del sistema. Por tanto, puede medirse directamente como una diferencia de masa entre las masas en reposo de los reactivos y los productos (enfriados). Esto se debe a que las fuerzas nucleares son comparativamente más fuertes que las fuerzas de Coulomb asociadas con las interacciones entre electrones y protones que generan calor en química.

### Cambio masivo
Cambio de masa (disminución) de los sistemas ligados, en particular los núcleos atómicos, también se ha denominado defecto de masa  déficit de masa o masa fracción de empaquetamiento.
La diferencia entre la masa calculada del sistema no unido y la masa del núcleo medida experimentalmente (cambio de masa) se denota como Δ m. Se puede calcular de la siguiente manera:
Cambio de masa = (masa calculada del sistema no unido) - (masa medida del sistema)

p. ej. (suma de masas de protones y neutrones) - (masa medida del núcleo)
Después de que ocurre una reacción nuclear que da como resultado un núcleo excitado, la energía que debe irradiarse o eliminarse como energía de enlace para decaer al estado no excitado puede presentarse en una de varias formas. Pueden ser ondas electromagnéticas, como radiación gamma; la energía cinética de una partícula expulsada, como un electrón, en decadencia de conversión interna ; o en parte como la masa en reposo de una o más partículas emitidas, como las partículas de desintegración beta. No puede aparecer ningún déficit de masa, en teoría, hasta que esta radiación o esta energía haya sido emitida y deje de formar parte del sistema.
Cuando los nucleones se unen para formar un núcleo, deben perder una pequeña cantidad de masa, es decir, hay un cambio en la masa para permanecer unidos. Este cambio de masa debe liberarse como varios tipos de fotones u otra energía de partículas como se indicó anteriormente, de acuerdo con la relación E = mc². Por tanto, una vez eliminada la energía de enlace, energía de enlace = cambio de masa × c². Esta energía es una medida de las fuerzas que mantienen unidos a los nucleones. Representa la energía que debe reabastecerse del medio ambiente para que el núcleo se divida en nucleones individuales.
Por ejemplo, un átomo de deuterio tiene un defecto de masa de 0,0023884 amu y su energía de enlace es casi igual a 2,23 MeV. Esto significa que se requieren 2,23 MeV de energía para desintegrar un átomo de deuterio.
La energía emitida durante la fusión nuclear o la fisión nuclear es la diferencia de las energías de enlace del "combustible", es decir, el nucleido o nucleidos iniciales, de la de los productos de fisión o fusión. En la práctica, esta energía también puede calcularse a partir de las diferencias de masa sustanciales entre el combustible y los productos, lo que utiliza mediciones previas de las masas atómicas de nucleidos conocidos, que siempre tienen la misma masa para cada especie. Esta diferencia de masa aparece una vez que se han eliminado el calor y la radiación generados, que se requieren para medir las masas (en reposo) de los nucleidos (no excitados) involucrados en tales cálculos.

## Física nuclear

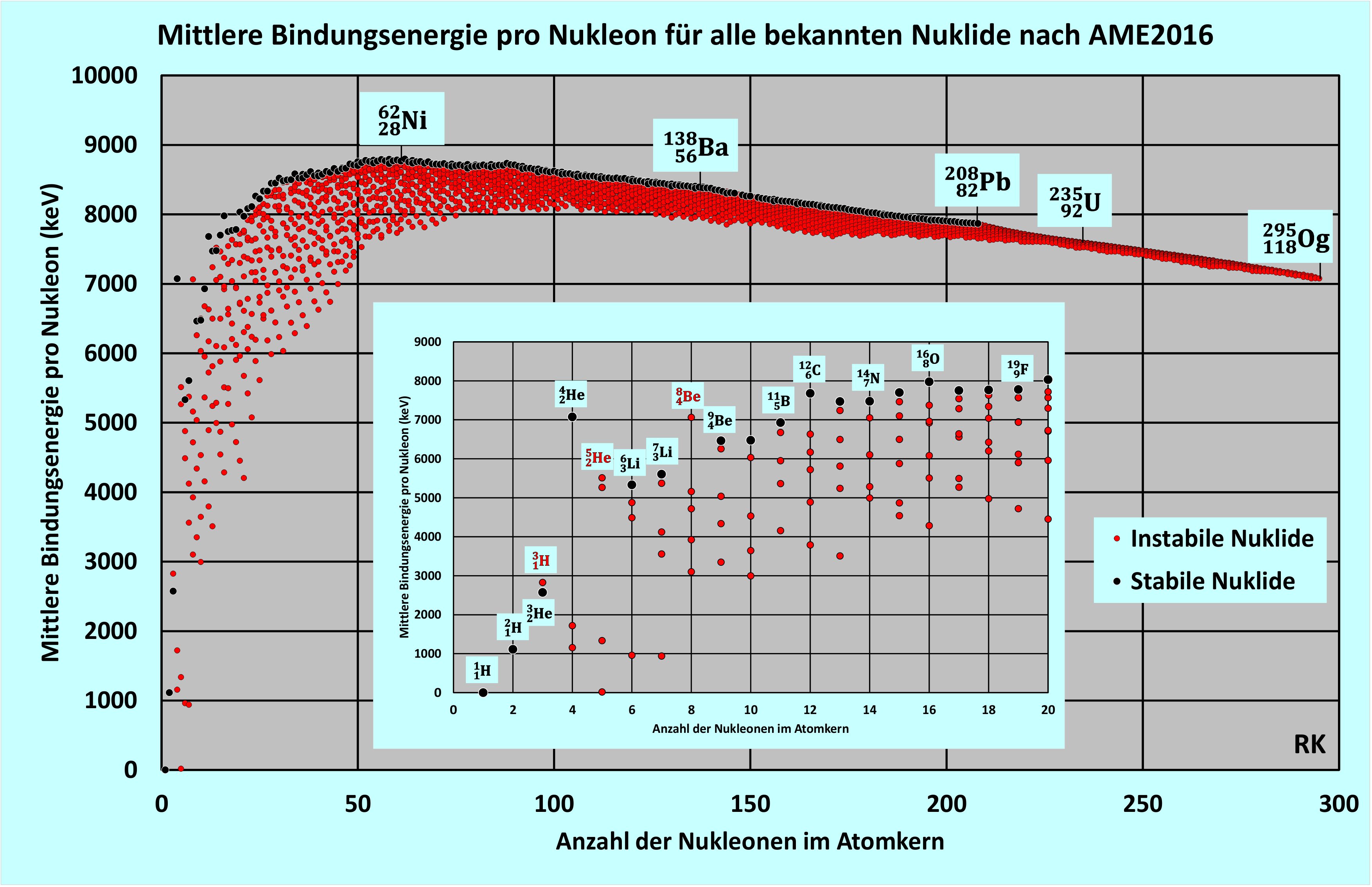
Energía de enlace nuclear atómica media por nucleón en función del número de nucleones en el núcleo atómico para todos los nucleidos conocidos según AME2016.

En física nuclear, la energía de enlace suele significar la energía de enlace total. Esta es la cantidad de energía que debe gastarse para descomponer completamente el núcleo atómico en sus nucleones. La energía de enlace también puede referirse a un solo nucleón y entonces se describe de forma más precisa como el trabajo de desprendimiento o separación de la partícula en cuestión. A la inversa, una cantidad igualmente grande de energía se libera cuando la partícula se une de nuevo o todos los nucleones se unen para formar un núcleo.
El enlace se crea por la fuerza de atracción de la interacción fuerte entre nucleones vecinos. Esto supera la repulsión de Coulomb mutua de la cargada eléctricamente positiva de los protones en el núcleo. protones del núcleo. La máxima energía de enlace por nucleón se encuentra en Níquel-62. La menor energía de enlace por nucleón fuera de este máximo es fácil de entender:
- Los núcleos más ligeros tienen una mayor fracción de sus nucleones en la superficie, donde tienen menos vecinos de enlace.
- En los núcleos más pesados, la fuerza de Coulomb repulsiva de todos los protones con su largo alcance empieza a pesar más que la fuerza atractiva fuerte pero de corto alcance de los vecinos más cercanos.

El esquema general de la energía de enlace de los núcleos atómicos puede modelarse en el modelo de la gota líquida con la fórmula de Weizsäcker. El modelo de capas puede utilizarse para explicar las pequeñas desviaciones (picos en el gráfico).
El enlace está asociado a un defecto de masa debido a la equivalencia masa y energía: El núcleo ligado tiene entre un 0,1 % (deuterón) y un 0,9 % (Ni-62) menos masa que todos sus nucleones juntos. La energía de enlace {\displaystyle E_{\text{B}}} del núcleo puede, por tanto, derivarse de una determinación exacta de la masa {\displaystyle M} de un átomo:
{\displaystyle E_{\text{B}}(Z,A)=\left(Z\cdot m_{\text{p}}+Z\cdot m_{\text{e}}+(A-Z)\cdot m_{\text{n}}-m(A,Z)\right)\cdot c^{2}}
Donde
{\displaystyle m(A,Z)} es la masa de los átomos,
{\displaystyle A} su Número másico,
{\displaystyle Z} su Número atómico,
{\displaystyle m_{\text{p}}} la masa de un protón libre,
{\displaystyle m_{\text{e}}} la masa de un electrón libre,
{\displaystyle m_{\text{n}}} la masa de un neutrón libre,
{\displaystyle c} la velocidad de la luz.